# Енн-Марі Імафідон
Енн-Марі Осавемвензе Оре-Офе Імафідон (англ. Anne-Marie Osawemwenze Ore-Ofe Imafidon; нар. 1990) — британська вчена в галузі інформаційних технологій, математик, вундеркінд. Отримала Загальний сертифікат про середню освіту (GCSE) з двох предметів ще у початковій школі (у віці 11 років). У віці 13 років стала генеральним директором організації «Stemettes», яка пропагує серед дівчат кар'єру у точних науках (STEM). Кавалер Ордена Британської імперії

## Раннє життя та освіта
Імафідон народилася в Англії у 1990 році. Її батько, Кріс Імафідон — офтальмолог, який емігрував з Нігерії з штату Едо, а її мати — Енн Імафідон. У сім'ї було четверо дітей: крім Енн-Марі, була дочка Крістіна і двійнята Пітер і Паула. Всі діти сім'ї були вундеркіндами і відзначилися у дитинстві різними інтелектуальними досягненнями.
Імафідон навчалася в початковій школі при церкві Св. Спасителя в Лондоні. Вже у віці 10 років розмовляла 6 мовами.
У віці 11 років вона отримала Загальні сертифікати про середню освіту з двох предметів (з математики та інформаційних технологій).
У 2003 році, у віці 13 років, вона отримала стипендію на вивчення математики в Університеті Джона Хопкінса. У віці 15 років, в 2005 році, Імафідон навчалася в Оксфордському університеті. У віці 17 років вона отримала ступінь магістра в Оксфордському університеті і стала наймолодшою випускницею університету 2010 року зі ступенем магістра.
Вона є почесним доктором Відкритого університету, Каледонського університету Глазго та Кентського університету.

## Кар'єра
Імафідон працювала для Goldman Sachs, Hewlett Packard і Deutsche Bank перед тим як стати генеральним директором громадської організації Stemettes в 2013 році. Stemettes організовує конференції і хакатони для підтримки дівчат і молодих жінок, які планують кар'єру в галузі STEM. З моменту свого створення, організація допомагла понад 15000 дівчаткам у Великій Британії, Ірландії, та Європі.

## Відзнаки
- 2013: нагорода «Молодий IT-спеціаліст» від Британського комп'ютерного товариства.[12]
- 2014: премія «Жінка року» від журналу Red.[13]
- 2014: премія Прем'єр-міністра.[14]
- 2017: кавалер Ордена Британської імперії (MBE) «за послуги молодим жінкам в рамках кар'єри STEM».[15][16]